# Richard Gómez
Richard Gómez (19 agosto 1972) è un ex calciatore paraguaiano, di ruolo centrocampista.

## Carriera
Ha giocato nella prima divisione paraguaiana.

## Palmarès

### Club

#### Competizioni nazionali
- Campionato paraguaiano: 2

Cerro Porteño: 1994, 1996